# Manuel Pellegrini
Manuel Luis Pellegrini Ripamonti (phát âm tiếng Tây Ban Nha: [maˈnwel peleˈɣɾini]; sinh 16 tháng 9 năm 1953) là một cựu cầu thủ và huấn luyện viên bóng đá chuyên nghiệp người Chile hiện đang là huấn luyện viên trưởng câu lạc bộ Real Betis tại La Liga. Ông đã từng dẫn dắt các câu lạc bộ ở Tây Ban Nha, Anh, Argentina, Chile, Ecuador và Trung Quốc. Ông đã vô địch giải vô địch quốc gia ở 4 quốc gia khác nhau.

## Danh hiệu

### Cầu thủ
Universidad de Chile
- Copa Chile: 1979

### Huấn luyện viên
Universidad Católica
- Copa Chile: 1995[2]
- Copa Interamericana: 1993[2]

LDU Quito
- Serie A: 1999[2]

San Lorenzo
- Primera División: 2000–01[2]
- Copa Mercosur: 2001

River Plate
- Primera División: 2002–03[2]

Villarreal
- UEFA Intertoto Cup: 2004[3]

Manchester City
- Premier League: 2013–14[4]

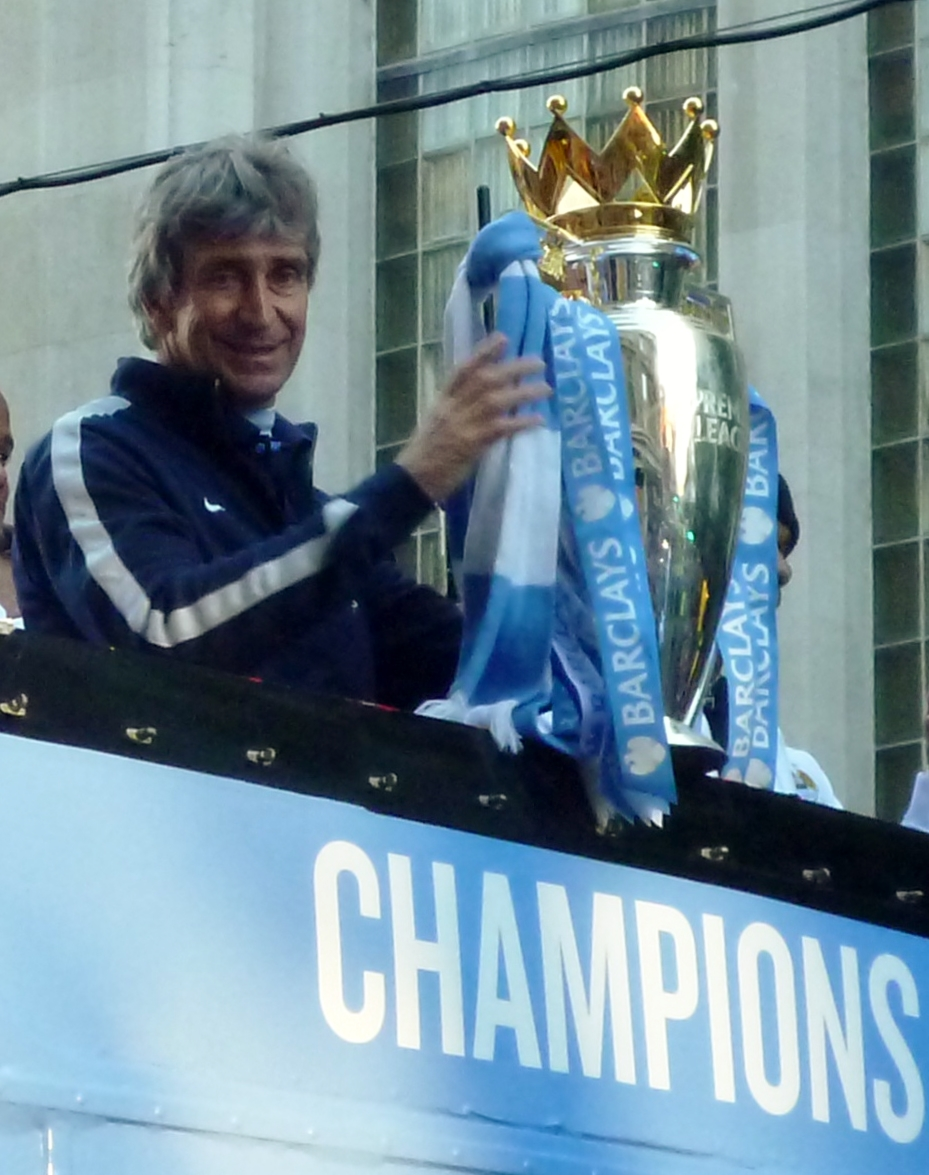
Pellegrini với chiếc cúp Premier League trong lễ diễu hành chiến thắng của Manchester City vào tháng 5 năm 2014

- Football League Cup: 2013–14, 2015–16[4]

Real Betis
- Copa del Rey: 2021–22[5]